# Bürkert
Bürkert Fluid Control Systems (Christian Bürkert GmbH & Co. KG) är en tysk tillverkare av processmätnings- och kontrollsystem för vätskor och gaser med huvudkontor i Ingelfingen. Företaget Bürkert grundades 1946 av Christian Bürkert, som började utveckla och tillverka innovativa produkter, exempelvis temperaturregulatorer för äggkläckningsmaskiner, fotvärmeplattor och köksspisar. 